# Auferstehungskathedrale (Korça)

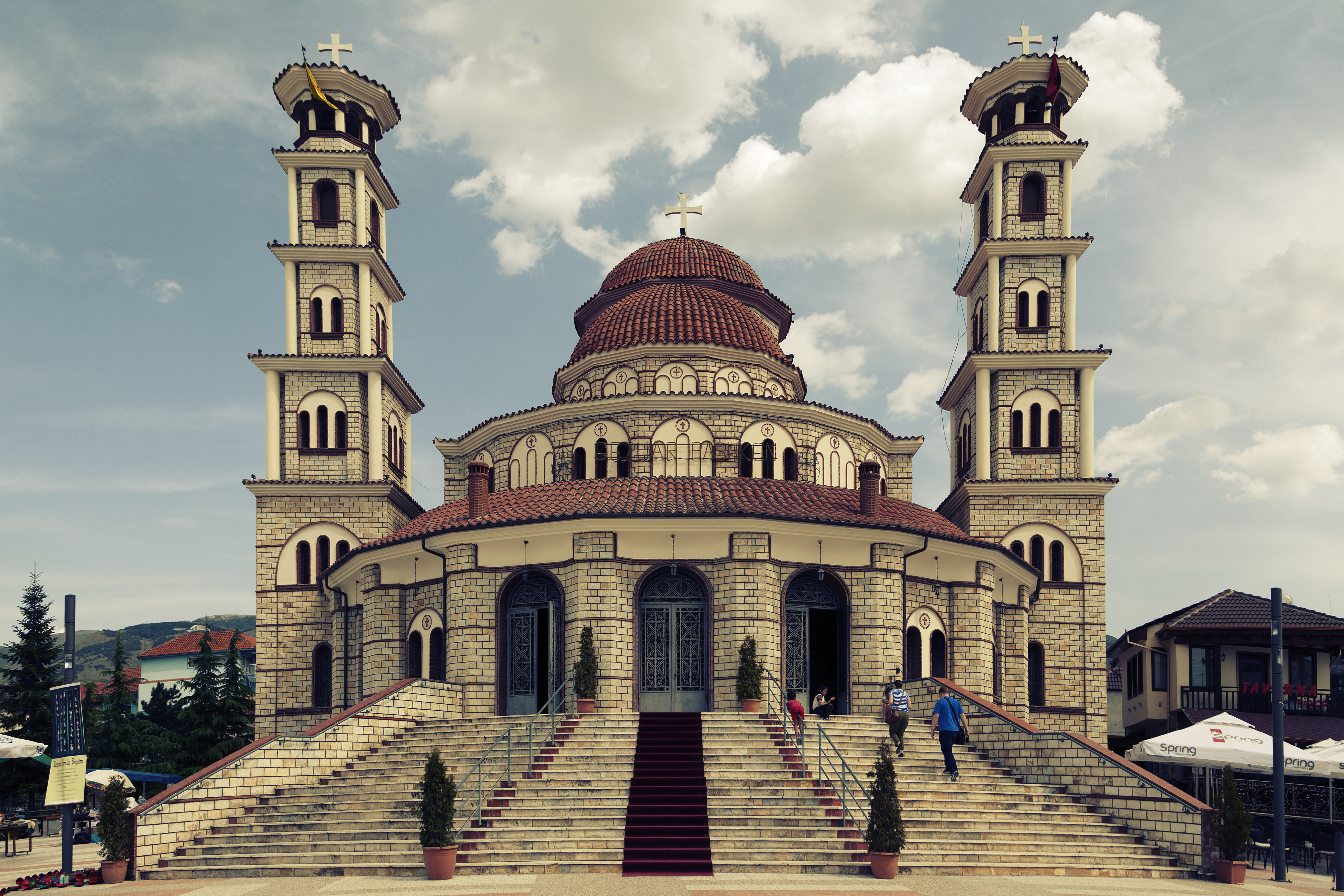
Außenansicht auf die Frontseite der Kathedrale (2013)

Die Kathedrale ‚Auferstehung Christi‘ (albanisch Katedralja “Ngjallja e Krishtit”), oder auch Wiederauferstehungskathedrale genannt, ist die Kathedrale der Eparchie von Korça. Das 1995 erbaute Gebäude ist Sitz eines Eparchen und gehört der orthodoxen Kirche von Albanien.

## Geographische Lage
Die Kathedralkirche befindet sich im Stadtzentrum von Korça und in unmittelbarer Nähe des historischen Stadtkerns. Das Gebäude wird frontal von einem Fußgängerplatz begrenzt, der sich südöstlich dem Bulevardi Republika anschließt. Die Kirche wurde dabei so angelegt, dass sie in Richtung des Bulevardi Shën Gjergji schaut, dem Boulevard, der nach der Vorgängerkathedrale, der Sankt-Georgs-Kathedrale (Katedralja e Shën Gjergjit), benannt wurde. Hinter der Wiederauferstehungskathedrale liegen Altstadtviertel sowie – ein paar Straßen weiter – der offizielle Sitz des Eparchen, wo sich seine Amtsräume und seine Wohnung befinden.

## Geschichte
Die heutige Kathedrale ist ein Neubau. An ihrer Stelle lag seit dem späten 19. Jahrhundert die Sankt-Georgs-Kathedrale, jene wurde 1967 im Zuge der antireligiösen und atheistischen Politik Enver Hoxhas vom damaligen kommunistischen Staat zerstört. Letztere besaß ein langes viereckiges Kirchenschiff und zwei viereckige Kirchtürme, wohingegen der Neubau eine runde Form hat.
Als die kommunistische Diktatur in Albanien 1990 und 1991 gestürzt und demokratische Strukturen etabliert wurden, hob der albanische Staat auch das seit 1967 geltende Religionsverbot auf. 1992 begann sogleich der Neuaufbau einer Stadtkathedrale für Korça. Mit finanzieller Unterstützung Griechenlands – das schon immer den albanischen Orthodoxen nahestand – konnte das Bauwerk 1995 eingeweiht werden.

Blick zum Kronleuchter und hinauf zur mit Fresken geschmückten Hauptkuppel (2013)

## Architektur
Die Wiederauferstehungskathedrale ist eine dreischiffige Kirche byzantinischen Stils. Sie steht leicht erhöht auf einer Estrade und besteht vor allem aus cremeweißem bis elfenbeinfarbenem Stein sowie roten Ziegeln. Typisch für diesen Bau sind die vielen Arkaden an der Fassade, ob die Klangarkaden an den Glockentürmen oder die Blendarkaden an den drei Kirchenschiffen. An den zwei Seitenschiffen gibt es zudem Bogengänge. In neuerer Zeit wurden Teile der Kirchenfassade – vor allem die Blendarkaden – rosa bemalt.
Das weiße Innere wird von einer großen hölzernen Ikonostase dominiert.